# Adschiszqali
Der Adschiszqali (georgisch აჭისწყალი) ist ein 21,5 km langer linker Nebenfluss des Bschuschi in den Munizipalitäten Kobuleti und der Osurgeti in Georgien. 
Er entspringt an den nördlichen Hängen des Meschetischen Gebirges auf einer Höhe von 1800 Metern. Im Sommer ist die Temperatur in der Adschiszqali-Schlucht viel niedriger als in Osurgeti. Der Fluss ist reich an einzigartigen Fischarten: Bachforelle, Döbel, Barben, Groppe, Alburnoides und viele mehr. Die Bachforelle ist eine Art, die im Roten Buch Georgiens aufgeführt ist und deren Wiederherstellung ein wichtiger Bestandteil der ökologischen Strategie des Bundesstaates ist. 
Der Fluss versorgt die Dörfer Lichauri und Anaseuli mit Trink- und technischem Wasser.
Das Flusstal ist reich an historischen Denkmälern und ist ein Erholungsgebiet, das Touristen anzieht. 